# Ștefan Dumitrescu (aviator)
Ștefan Dumitrescu (n. secolul al XX-lea – d. secolul al XX-lea) a fost un pilot român de aviație, as al Aviației Române din cel de-al Doilea Război Mondial.
Adjutantul stagiar av. Ștefan Dumitrescu a fost decorat cu Ordinul Virtutea Aeronautică de război cu spade, clasa Crucea de Aur (4 noiembrie 1941) pentru că „a atacat necontenit A. c. A. inamic, a doborît în luptă aeriană un avion inamic”, și clasa Cavaler (20 octombrie 1944) „pentru merite deosebite de război”.

## Decorații
- Ordinul „Virtutea Aeronautică” de Război cu spade, clasa Crucea de Aur (4 noiembrie 1941)[1]
- Ordinul „Virtutea Aeronautică” cu spade, clasa Cavaler (20 octombrie 1944)[2]